# Laciniodes denigrata
Laciniodes denigrata är en fjärilsart som beskrevs av W. Warren 1896. Laciniodes denigrata ingår i släktet Laciniodes och familjen mätare. Inga underarter finns listade i Catalogue of Life.